# Văn hóa Phật giáo

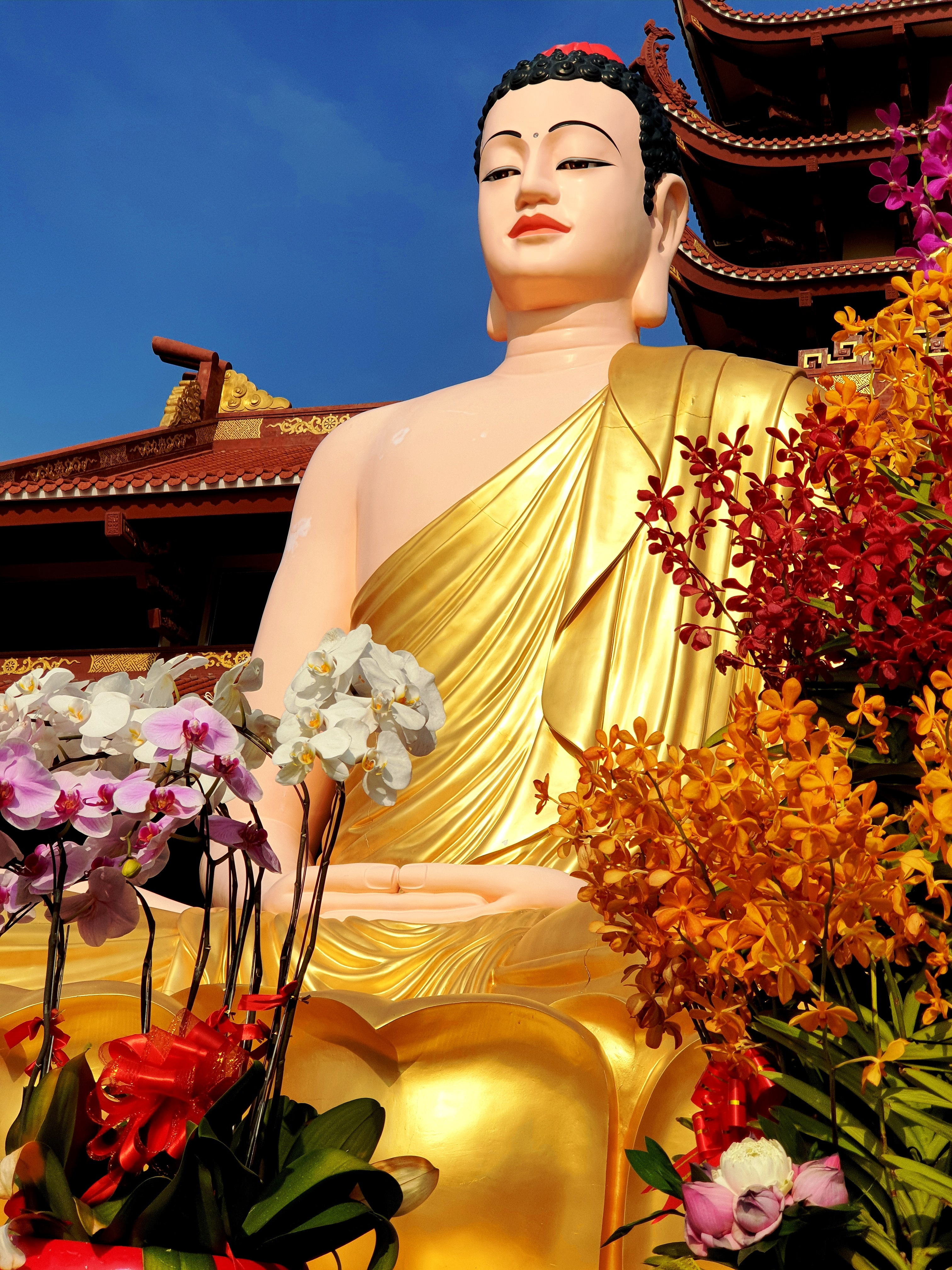
Tượng Phật Thích Ca Mâu Ni tại chùa Phật Cô đơn (Thanh Tâm tự) ở Bình Chánh

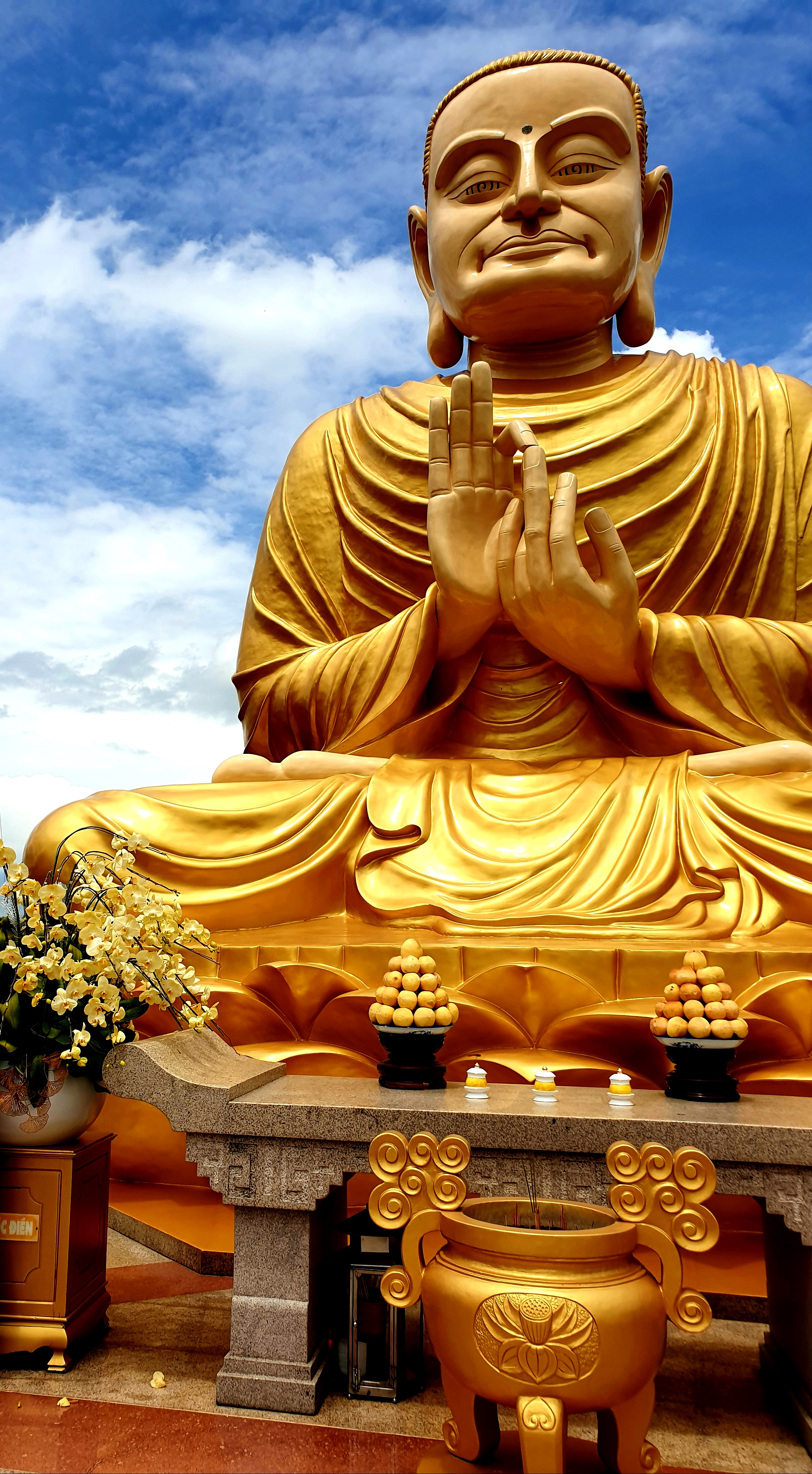
Tượng Phật tại chùa Long Hương ở Đồng Nai

Văn hóa Phật giáo (Culture of Buddhism) là một phạm trù rộng lớn được bao quát trên nhiều lĩnh vực, được thể hiện thông qua các yếu tố nghệ thuật Phật giáo, kiến trúc Phật giáo, âm nhạc Phật giáo và ẩm thực Phật giáo. Khi Phật giáo mở rộng từ tiểu lục địa Ấn Độ đã tiếp nhận các yếu tố văn hóa và nghệ thuật địa phương của các nước sở tại ở các khu vực khác của Châu Á, Phật giáo nhân gian đã tạo ra và mang lấy nội dung của văn hóa Phật giáo, đó là nhân tố để phát triển Phật giáo theo chiều rộng và chiều sâu cũng như phát triển văn hóa Phật giáo. Giáo lý Phật giáo qua các lời huấn dạy của các vị Tổ sư, Đại sư, luận gia, luận sư, các sư thuyết giảng làm cho văn hóa Phật giáo nhân gian càng thêm phong phú đa dạng. Với tinh thần nhà Phật "từ bi hỷ xả" và mục đích làm cho con người tự giác ngộ và cứu độ giải thoát kiếp khổ trầm luân cho chúng sinh thì lý tưởng nhân văn này là cội gốc tạo ra hệ thống văn hóa Phật giáo xuyên suốt từ quốc gia này đến quốc gia khác, từ cổ chí kim, từ Đông sang Tây.

## Đại cương
Văn hóa là một phần của Phật giáo, ở đâu có Phật giáo thì ở đó có văn hóa, Phật giáo đi đến đâu trên thế giới thì văn hóa Phật giáo cũng đi đến đó. Nền văn hóa của châu Á nhìn chung là nền văn hóa của Phật giáo, nếu phương Đông là một khối và có điều gì khác với phương Tây thì phải tìm sự khác biệt ấy nơi tư tưởng chứa đựng bên trong Phật giáo, chính ở nơi tư tưởng, triết lý Phật giáo đã khiến các nền văn hóa Ấn Độ, Trung Hoa, Nhật Bản, Việt Nam những nước đại diện cho phương Đông có thể hòa hợp, dung chứa lẫn nhau. tạo nên sự thống nhất trong đa dạng. Văn hóa Phật giáo Việt Nam góp phần gìn giữ bản sắc văn hóa dân tộc Việt Nam Âm nhạc Phật giáo (Nhạc Phật hay nhạc Thiền) nổi bật bao gồm Honkyoku, nhạc Thiền, và Shomyo (声明).
Nghệ thuật Phật giáo bắt nguồn từ tiểu lục địa Ấn Độ trong các thế kỷ sau cuộc đời của Đức Phật Cồ Đàm lịch sử vào thế kỷ thứ VI đến thế kỷ thứ V trước Công nguyên, trước khi phát triển thông qua sự tiếp xúc với các nền văn hóa khác và sự lan truyền của nó qua các nền văn hóa khác ở phần còn lại của Châu Á và thế giới. Giai đoạn đầu tiên, về cơ bản là trong phạm trù nghệ thuật của Ấn Độ, được tiếp nối từ khoảng thế kỷ thứ I Công nguyên, từ thời điểm đó, nghệ thuật Phật giáo đa dạng và phát triển khi thích nghi với các quốc gia mới nơi tín ngưỡng đang mở rộng và ảnh hưởng sâu đậm. Phật giáo phát triển về phía bắc qua Trung Á và vào Đông Á để hình thành nhánh nghệ thuật Phật giáo phía Bắc, và về phía đông đến tận Đông Nam Á để hình thành nhánh nghệ thuật Phật giáo phía Nam.
Ở Ấn Độ, nghệ thuật Phật giáo phát triển mạnh mẽ và thậm chí còn ảnh hưởng đến sự phát triển của nghệ thuật Hindu, cho đến khi Phật giáo gần như biến mất vào khoảng thế kỷ thứ X với sự mở rộng của Ấn Độ giáo và Hồi giáo. Trong hình thức nghệ thuật Phật giáo sớm nhất, Đức Phật không được thể hiện dưới hình dạng con người mà thay vào đó được thể hiện bằng các dấu hiệu và biểu tượng như dấu chân hoặc một ngai vàng trống. Từ thế kỷ thứ năm trước Công nguyên. đến thế kỷ thứ nhất trước Công nguyên, các nghệ sĩ Ấn Độ đã sáng tác kinh điển xoay quanh các chủ đề về cuộc đời lịch sử của Đức Phật và các kiếp trước của Đức Phật. Giai đoạn này được định nghĩa là giai đoạn mang tính biểu tượng của nghệ thuật Phật giáo. Giai đoạn mang tính biểu tượng bắt đầu từ thế kỷ thứ I Công nguyên, theo đó Đức Phật được tạo ra những đặc điểm và tỷ lệ con người theo thực tế.
Sự khởi đầu của trường phái kiến trúc Phật giáo có thể bắt nguồn từ trước Công nguyên. Năm 255 khi hoàng đế A Dục vương (Asoka) của Vương triều Khổng tước (Mauryan) chọn Phật giáo là quốc giáo của đế chế rộng lớn của mình và khuyến khích việc sử dụng các di tích kiến trúc để truyền bá Phật giáo ở những nơi khác nhau. Hai loại cấu trúc gắn liền với Phật giáo thời kỳ đầu gồm bảo tháp (Stupa) và vihara. Chức năng ban đầu của bảo tháp là tôn kính và bảo vệ an toàn xá lợi của Phật Cồ Đàm, dấu tích sớm nhất về bảo tháp là ở Sanchi (Madhya Pradesh). Theo những thay đổi trong thực hành tôn giáo, các bảo tháp dần dần được hợp nhất thành chaitya-Grihas (các bảo tháp), đạt đến đỉnh cao vào thế kỷ thứ nhất trước Công nguyên, được minh họa bằng các quần thể hang động Ajanta và Ellora (Maharashtra). Tịnh xá được phát triển và ngày càng được chính thức hóa như Nālandā (Bihar). Các bảo tháp ban đầu chứa tro cốt của Đức Phật. Bảo tháp là những di tích hình mái vòm, được sử dụng để lưu giữ xá lợi của Phật tử hoặc để tưởng nhớ những sự kiện quan trọng của Phật giáo.